# EGR2
La proteína de respuesta temprana 2 es una proteína que en los humanos se codifica a través del gen EGR2. El EGR2 (también denominado Krox20) es una factor regulador de la transcripción, que contiene tres sitios de dedos de zinc de unión al ADN, y se expresa en mayor medida en una población de células migratorias de la cresta neural. Más tarde se expresa en las células de los ganglios craneales derivadas de la cresta neural. La proteína codificada por el Krox20 contiene dos dedos de zinc del tipo cys2his2. La expresión del gen Krox20 es exclusiva del desarrollo temprano del rombencéfalo. La evolución la ha conservado en vertebrados, humanos, ratones, polluelos y peces cebra. Además, la secuencia de aminoácidos y la mayoría de los aspectos relativos al patrón génico embrionario que se conservan entre los vertebrados juegan a posteriori un papel en el desarrollo del rombencéfalo. En el momento en el que se suprime el gen Krox20 en los ratones, su capacidad de codificación de proteínas (incluido el dominio de unión al ADN del dedo de zinc) disminuye. Estos ratones son incapaces de sobrevivir después del nacimiento y presentan importantes defectos en el rombencéfalo. Estos defectos incluyen, entre otros, defectos en la formación de los ganglios sensoriales craneales, fusión parcial del nervio trigémino (V) con los nervios facial (VII) y auditivo (VII), las raíces nerviosas proximales que salen de estos ganglios estaban desorganizadas y entrelazadas entre sí al entrar en el tronco cerebral, además de existir fusión del complejo nervioso glosofaríngeo (IX).

## Función
La proteína de respuesta temprana al crecimiento 2 es un factor de transcripción con tres dedos de zinc en tándem de tipo C2H2. Las mutaciones en este gen se asocian con la enfermedad autosómica dominante de Charcot-Marie-Tooth, tipo 1D, con la enfermedad de Dejerine-Sottas y con la Neuropatía Hipomielinizante Congénita. Dos estudios han relacionado la expresión del EGR2 con la proliferación de osteoprogenitores y de líneas celulares del sarcoma de Ewing, un tipo de cáncer muy agresivo asociado a los huesos. Una nueva investigación sugiere que el Krox20 —o la falta de él— es la razón de la calvicie masculina

## Lectura adicional
ERG2. Wikipedia (EN)